# Jacinta (cantora)
Jacinta (Gafanha da Nazaré, Ílhavo, 26 de Maio de 1971) é uma cantora de jazz portuguesa. 
É apresentada a Portugal no programa Chuva de Estrelas no qual interpreta Ella Fitzgerald. Em 2001, Jacinta recebeu o prémio “Músico Revelação” do programa Cinco Minutos de Jazz (Antena 1) e foi referida como ‘A cantora de jazz portuguesa’, por José Duarte.

## Biografia

### O início
Jacinta deu os seus primeiros passos artísticos através do estudo da música clássica em piano e composição.
Integrou vários grupos como cantora e instrumentista, é no entanto no mundo do jazz que a sua energia musical encontra plena expressão. 
Aos 22 anos uma excelente actuação de jazz vocal como Ella Fitzgerald, no programa Chuva de Estrelas, impulsionou a sua carreira como cantora, tendo sido solicitada para inúmeros concertos a partir de então. 
Em 1997 Jacinta mudou-se para Nova Iorque para frequentar a Manhattan School of Music, onde foi premiada com bolsa de estudos para realização de Mestrado em Jazz Vocal. Prosseguiu estudos de improvisação com Chris Rosenberg da banda de Ornette Coleman, e de interpretação estilística com Peter Eldridge dos New York Voices. 	
Mais tarde, durante os quatro anos em que residiu na área de São Francisco, Califórnia, Jacinta actuou profissionalmente em vários projectos musicais apresentando-se também em clubes de jazz de renome mundial como Kimball’s East e Yoshi’s. 

### 2000-2005
Em 2001, a convite do trompetista/produtor Laurent Filipe, Jacinta apresenta-se ao vivo com o projecto Tributo a Bessie Smith. 
Após a sua aparição em público, Jacinta foi considerada pela crítica Portuguesa como “uma das grandes vocalistas do momento”.
O sucesso deste projecto culminou com a sua edição discográfica na prestigiada Blue Note, em Fevereiro de 2003. Este disco, Tribute to Bessie Smith, atingiu os tops de vendas nacionais e foi galardoado com disco de Ouro pelas suas vendas superiores a 25.000 exemplares, feito nunca antes conseguido na história do Jazz português.
Depois deste grande êxito no panorama musical Português, Jacinta procurou novos caminhos e novas abordagens, dedicando-se a vários projectos satélite como são exemplo Jacinta Canta Monk e Jacinta Canta Brasil.
O projecto Jacinta Canta Monk foi estreado em quinteto de jazz e mais tarde ampliado para quarteto de jazz com orquestra clássica. 
Entre as várias orquestras com quem a cantora trabalhou destaca-se a Orquestra Metropolitana de Lisboa. 
O projecto Jacinta canta Brasil surge como necessidade da cantora em explorar sonoridades e balanços distintos do Jazz Americano. O reportório deste projecto é sobretudo marcado por temas de Tom Jobim e Djavan, em formato de quinteto jazz.
Com este programa específico, Jacinta apresentou-se sete noites no Jardim de Inverno do Teatro São Luiz, tendo sido recebida com lotação esgotada todas as noites.

### 2006-2008
Em Março de 2006, a Blue Note/EMI Portugal lança Day Dream, o segundo trabalho discográfico de Jacinta. Este disco surge de uma nova etapa musical onde a cantora redescobre Duke Ellington e alarga o seu espectro musical ao incluir temas de projectos bem distintos.
O vanguardista Greg Osby, saxofonista, arranjador e produtor do projecto, ao deparar-se com os trabalhos recentes da cantora, propõe a inclusão no disco de compositores tão diversificados como Djavan, Cole Porter, Tom Jobim, Duke Ellington, Zeca Afonso, Martin e Monk 
Num esforço de maior aproximação deste estilo musical ao público Português, Osby sugeriu a inclusão de adaptações de alguns dos temas para língua Portuguesa.
Na turné de Day Dream, de 20 concertos a nível Nacional, Jacinta foi recebida entusiasticamente por um público eufórico e apreciador que lotou um grande número de salas do país.
No início de 2007 Jacinta dá início a uma nova etapa na sua carreira: avança com produção independente de agenciamento e management. 
A música do Zeca sempre fascinou Jacinta e foi objecto de estudo por várias vezes ao longo da sua carreira. Jacinta levou a público Zeca Afonso, integrado ora em eventos comemorativos ora na abertura dos seus próprios concertos de jazz. Em 2007, Jacinta redescobriu a obra do autor, na procura dos temas musicalmente mais arrojados que permitissem um programa completo e uma abordagem jazzística. Neste processo a cantora percebeu a elevada qualidade dessas canções e surgiu a vontade de um registo discográfico.
Em Junho desse ano os vinte editores europeus da revista Reader’s Digest escolhem Jacinta como a melhor jovem artista de jazz do continente europeu em 2007, no âmbito da iniciativa “O Melhor da Europa”.
Em Setembro o seu terceiro álbum é editado – “Convexo” [a música de Zeca Afonso] - lançando Jacinta num novo percurso sonoro. 
A criatividade de execução e interpretação, em formato de trio com Rui Caetano ao piano, Bruno Pedroso na bateria e a voz única de Jacinta, fazem desta sua primeira produção independente um projecto singular.
Em 2008, Jacinta realiza a maior turné de Jazz em Portugal, passando por mais de 20 salas portuguesas com o espectáculo ”Convexo”. Ainda no final de 2008 Jacinta, agora com a sua própria editora, atinge com a terceira edição do “Convexo” [a música de Zeca Afonso] vendas superiores a 20 mil unidades, o que a torna novamente merecedora de um Disco de Ouro.

### 2009
Em Janeiro de 2009, a convite do reconhecido programador Jorge Salavisa, realiza uma série de 9 concertos, em Lisboa, com um novo projecto denominado “Songs Of Freedom”. Com este espectáculo Jacinta volta a surpreender ao trabalhar êxitos pop transformando-os em jazz, apresentando-se em palco com piano e saxofones tenor e barítono.
Jacinta voltou a dar o seu contributo para a História da música portuguesa e do Jazz português, ao esgotar por completo esta série de concertos, no prestigiado Teatro São Luiz.
Em Julho de 2009 foi convidada para realizar uma Residência Artística de 11 dias e a inaugurar musicalmente o espaço BES Arte & Finança. Aqui foi protagonista em variadas actividades, como workshop de Jazz vocal, sessão de coaching musical, rubrica denominada “Jacinta convida” e dois concertos. Em formato de trio, acompanhada por Pedro Costa ao piano, e Paulo Gravato nos saxofones tenor e barítono, demonstrou que o Jazz pode ser ouvido por todos e em todo o lado. Esta iniciativa foi um sucesso musical no espaço BES Arte & Finança, onde Jacinta contou novamente com uma sala efusiva, entusiasta e esgotada.
Ainda no ano de 2009, Jacinta lança o seu quarto álbum Songs of Freedom (Blue Note/EMI Portugal), com célebres temas dos anos 60, 70 e 80, de artistas, como Ray Charles, Stevie Wonder, James Brown, Nina Simone, Bob Marley, The Beatles, U2, entre outros. 

## Discografia
- 2003 – A Tribute to Bessie Smith
- 2006 – Day Dream
- 2007 – Convexo
- 2009 – Songs of Freedom